# The Complete Jack Johnson Sessions
The Complete Jack Johnson Sessions – 5-dyskowy album Milesa Davisa nagrany w 1970 i wydany w 2003 r.

## Historia i charakter albumu
To 5-dyskowe wydawnictwo pudełkowe zostało zestawione z nagrań dokonanych pomiędzy 18 lutego a 4 czerwca 1970 r. Sesje te poświęcone były nagraniu albumu A Tribute to Jack Johnson.
Skład zespołu był niezwykle zmienny – właściwe każda sesja miała przynajmniej jednego nowego muzyka. Ponieważ 7 marca odszedł z zespołu Davisa Wayne Shorter, został on zastąpiony przez saksofonistę sopranowego Steve'a Grossmana. Potem pojawiali się dawni muzycy Davisa, np. Herbie Hancock i nowi, np. Keith Jarrett. Gdy w kilka miesięcy później, bo w sierpniu, Davis wystąpił na festiwalu na wyspie Wight, grupa była już septetem; nowym saksofonistą był Gary Bartz oraz do Chicka Corei doszedł nowy klawiszowiec – Keith Jarrett.
Sytuacja w muzyce zmieniła się o tyle, że to, co Davis zaproponował na przełomowym albumie Bitches Brew, stało się w rok później wiodącą siłą w muzyce
Sesje te wykazują, że były one zdominowane przez gitarowe brzmienia Johna McLaughlina. Dopomogło w tym to, że – w przeciwieństwie do Bitches Brew – na wszystkich sesjach gra tylko jeden perkusista. Również partie instrumentów klawiszowych są oszczędniejsze – na Bitches Brew jednocześnie grało czasem trzech perkusistów, a także trzech muzyków grających na instrumentach klawiszowych. Podczas tych sesji kombinacja 3 muzyków grających równocześnie na instrumentach klawiszowych pojawia się dopiero na ostatniej sesji, gdy do Corei doszli Herbie Hancock i Keith Jarrett.
Koncertowy zespół Davisa z tego okresu został nagrany w kwietniu i nagrania te zostały wydane na albumie koncertowym Black Beauty: Miles Davis at Fillmore West.
Po ostatniej sesji do albumu Jack Johnson Davis nie wszedł do studia przez prawie 2 następne lata. Kiedy wreszcie dokonał nowych nagrań w 1972 r. powstała muzyka – uwieczniona na On the Corner – miała już zupełnie inny charakter. Została nagrana przez zupełnie innych muzyków – poza Michaelem Hendersonem.

## Muzycy
| SESJA I Septet (dysk I; utwory 1–4) Columbia Studio B, Nowy Jork, 18 lutego 1970 - Miles Davis – trąbka - Bennie Maupin – klarnet basowy - Chick Corea – elektryczne pianino - Sonny Sharrock – gitara, echoplex - John McLaughlin – gitara - Dave Holland – gitara basowa - Jack DeJohnette – perkusja SESJA II Kwintet (dysk I, utwory 5–9) Columbia Studio B, Nowy Jork, 27 lutego 1970 - Miles Davis – trąbka - Steve Grossman – saksofon sopranowy - John McLaughlin – gitara - Dave Holland – gitara basowa - Jack DeJohnette – perkusja SESJA III Kwintet (dysk I, utwór 10; dysk II, utwory 1–5) Columbia Studio B, Nowy Jork, 3 marca 1970 - Miles Davis – trąbka - Steve Grossman – saksofon sopranowy - John McLaughlin – gitara - Dave Holland – gitara basowa - Jack DeJohnette – perkusja SESJA IV Sekstet (dysk II, utwory 6, 7) Columbia Studio C, Nowy Jork, 17 marca 1970 - Miles Davis – trąbka - Wayne Shorter – saksofon sopranowy - Bennie Maupin – klarnet basowy - John McLaughlin – gitara - Dave Holland – gitara basowa - Billy Cobham – perkusja SESJA V Kwintet (dysk II, utwór 8) Columbia Studio B, Nowy Jork, 20 marca 1970 - Miles Davis – trąbka - Steve Grossman – saksofon sopranowy - John McLaughlin – gitara - Dave Holland – gitara basowa - Lenny White – perkusja SESJA VI Sekstet (dysk III, utwory 1–6) Columbia Studio B, Nowy Jork, 7 kwietnia 1970 - Miles Davis – trąbka - Steve Grossman – saksofon sopranowy - Herbie Hancock – organy - John McLaughlin – gitara - Mike Henderson – gitara basowa - Billy Cobham – perkusja | SESJA VII Nonet (dysk III, utwory 7, 8; dysk IV, utwory 1, 2) Columbia Studio C, Nowy Jork, 19 maja 1970 - Miles Davis – trąbka - Steve Grossman – saksofon sopranowy - Keith Jarrett – elektryczne pianino - Herbie Hancock – organy - John McLaughlin – gitara - Mike Henderson – gitara basowa (A) - Gene Perla – gitara basowa (B) - Billy Cobham – perkusja - Airto Moreira – cuica (A), berimbao (B) SESJA VIII Kwintet (dysk IV, utwór 3) Columbia Studio C, Nowy Jork, 21 maja 1970 - Miles Davis – trąbka - Keith Jarrett – elektryczne pianino - John McLaughlin – gitara - Jack DeJohnette – perkusja - Airto Moreira – instrumenty perkusyjne SESJA IX Septet (dysk IV, utwory 4, 5) Columbia Studio C, Nowy Jork, 27 maja 1970 - Miles Davis – trąbka - Keith Jarrett – elektryczne pianino - Herbie Hancock – organy - John McLaughlin – gitara - Mike Henderson – gitara basowa (A) - Hermeto Pascoal – głos - Airto Moreira – instrumenty perkusyjne SESJA X Oktet (dysk IV, utwory 6–10) Columbia Studio C, Nowy Jork, 3 czerwca 1970 - Miles Davis – trąbka - Steve Grossman – saksofon sopranowy (A) - Chick Corea – organy - Keith Jarrett – elektryczne pianino - Herbie Hancock – elektryczne pianino - Ron Carter – kontrabas - Gene Perla – gitara basowa (B) - Jack DeJohnette – perkusja - Airto Moreira – instrumenty perkusyjne (A, B) - Hermeto Pascoal – głos (B, C), perkusja (B) SESJA XI Oktet (dysk IV, utwory 11, 12; dysk V, utwory 1, 2) Columbia Studio C, Nowy Jork, 4 czerwca 1970 - Miles Davis – trąbka - Steve Grossman – saksofon sopranowy - Chick Corea – elektryczne pianino (z "ring modulator") - Keith Jarrett – elektryczne pianino (z wah-wah) - Herbie Hancock – organy - John McLaughlin – gitara - Dave Holland – kontrabas - Jack DeJohnette – perkusja - Airto Moreira – instrumenty perkusyjne |

## Spis utworów
| Dysk 1 | Dysk 1                            | Dysk 1  |
| Nr     | Tytuł utworu                      | Długość |
| ------ | --------------------------------- | ------- |
| 1.     | „Willie Nelson” (próba 2)         | 6:41    |
| 2.     | „Willie Nelson” (próba 3)         | 10:21   |
| 3.     | „Willie Nelson” (wstawka 1)       | 6:33    |
| 4.     | „Willie Nelson” (wstawka 2)       | 5:22    |
| 5.     | „Willie Nelson” (remake, próba 1) | 10:45   |
| 6.     | „Willie Nelson” (remake, próba 2) | 10:17   |
| 7.     | „Johnny Bratton” (próba 4)        | 8:17    |
| 8.     | „Johnny Bratton” (wstawka 1)      | 6:38    |
| 9.     | „Johnny Bratton” (wstawka 2)      | 5:19    |
| 10.    | „Archie Moore”                    | 4:45    |
|        |                                   | 1:14:58 |

| Dysk 2 | Dysk 2                                    | Dysk 2  |
| Nr     | Tytuł utworu                              | Długość |
| ------ | ----------------------------------------- | ------- |
| 1.     | „Go Ahead John” (część pierwsza)          | 13:07   |
| 2.     | „Go Ahead John” (część druga, A)          | 7:00    |
| 3.     | „Go Ahead John” (część druga B)           | 10:06   |
| 4.     | „Go Ahead John” (część druga C)           | 3:38    |
| 5.     | „Go Ahead John” (remake części pierwszej) | 11:04   |
| 6.     | „Duran” (próba 4)                         | 5:37    |
| 7.     | „Duran” (próba 6)                         | 11:20   |
| 8.     | „Sugar Ray”                               | 6:16    |
|        |                                           | 1:08:08 |

| Dysk 3 | Dysk 3       | Dysk 3  |
| Nr     | Tytuł utworu | Długość |
| ------ | ------------ | ------- |
| 1.     | „Right Off”  | 11:09   |
| 2.     | „Right Off”  | 4:33    |
| 3.     | „Right Off”  | 15:09   |
| 4.     | „Right Off”  | 8:49    |
| 5.     | „Yesternow”  | 9:49    |
| 6.     | „Yesternow”  | 15:47   |
| 7.     | „Honki Tonk” | 10:02   |
| 8.     | „Honky Tonk” | 11:29   |
|        |              | 1:26:47 |

| Dysk 4 | Dysk 4                         | Dysk 4  |
| Nr     | Tytuł utworu                   | Długość |
| ------ | ------------------------------ | ------- |
| 1.     | „Ali” (próba 3)                | 6:50    |
| 2.     | „Ali” (próba 4)                | 10:14   |
| 3.     | „Konda”                        | 16:29   |
| 4.     | „Nem Um Talvez” (próba 17)     | 2:50    |
| 5.     | „Nem Um Talvez” (próba 19)     | 2:54    |
| 6.     | „Little High People” (próba 7) | 6:52    |
| 7.     | „Little High People” (próba 8) | 9:28    |
| 8.     | „Nem Um Talvez” (próba 3, A)   | 4:36    |
| 9.     | „Nem Um Talvez” (próba 4, B)   | 2:04    |
| 10.    | „Selim” (próba 4, C)           | 2:15    |
| 11.    | „Little Church” (próba 7)      | 3:16    |
| 12.    | „Little Church” (próba 10)     | 3:15    |
|        |                                | 1:11:03 |

| Dysk 5 | Dysk 5                      | Dysk 5  |
| Nr     | Tytuł utworu                | Długość |
| ------ | --------------------------- | ------- |
| 1.     | „The Mask” (część pierwsza) | 7:47    |
| 2.     | „The Mask” (część druga)    | 15:45   |
| 3.     | „Right Off”                 | 26:54   |
| 4.     | „Yesternow”                 | 25:36   |
|        |                             | 1:16:02 |

## Opis płyty
- Producent – Teo Macero (oryginalne nagrania)
- Producent – Bob Belden (wydanie pudełkowe)
- Asystent producent – Michael Cuscuna
- Kierownictwo "Miles Davis Series" – Steve Berkowitz i Seth Rothstein
- Miejsce nagrania – Columbia Studios B i C, Nowy Jork
- Data nagrania – 18 lutego, 27 lutego, 3 marca, 17 marca, 7 kwietnia, 19 maja, 21 maja, 27 maja, 3 czerwca, 4 czerwca 1970 r.
- Inżynier nagrywający – Stan Tonkel
- Inżynier miksujący – Mark Wilder
- Studio – Sony Studios, Nowy Jork
- Cyfrowy mastering – Mark Wilder i Seth Foster
- Studio – Sony Studios, Nowy Jork
- Koordynator A & R – Darren Salmieri
- Kierownictwo artystyczne – Julian Alexander, Howard Fritzson i Seth Rothstein
- Projekt – Julian Alexander
- Grafika – Dan Ichimoto
- Poszukiwanie i wybór fotografii – Elizabeth Reilly
- Menedżer całości – Lily Lew
- Czas trwania – 252:26
- Firma nagraniowa – Columbia/Legacy
- Numer katalogowy – C5K 90926